# Dominik Máthé
Dominik Máthé, född 1 april 1999, är en ungersk handbollsspelare som spelar för Paris Saint-Germain och det ungerska landslaget. Han är vänsterhänt och spelar som högernia.